# 1395
1395 (MCCCXCV) fue un año común comenzado en viernes del calendario juliano, en vigor en aquella fecha.

## Acontecimientos
- Destrucción de Gijón.
- El marquesado de Almansa pasó a formar parte de la Corona de Aragón.
- febrero: Se redactan Las doce conclusiones de los lolardos, que fueron fijadas en las puertas del Westminster Hall.
- 15 de abril: Guerra entre los alanos, Tamerlán y Toqtamish en el río Térek.
- 16 de abril: Batalla de Portomaggiore en la que el ejército del consejo de regencia de Nicolás III de Este, dirigidos por Astorre I Manfredi luchan contra el ejército organizado por Azzo IX de Este por el control del Señorío de Ferrara.
- 1 de noviembre: Se firma el Pacto de Lindholm.

## Nacimientos
- 18 de marzo: John Holland, líder militar inglés (f. 1447).
- 4 de abril: Jorge de Trebisonda, filósofo y humanista bizantino (f. 1486).

## Fallecimientos
- 13 de marzo: John Barbour, poeta escocés (n. 1320).
- 3 de junio: Iván Shishman, emperador de Bulgaria.
- 29 de agosto: Alberto III, Duque de Austria.